# Polystichum platylepis
Polystichum platylepis är en träjonväxtart som beskrevs av Fée. Polystichum platylepis ingår i släktet Polystichum och familjen Dryopteridaceae. Inga underarter finns listade.